# Blake Jenner
Blake Alexander Jenner, né le 27 août 1992 à Miami en Floride, est un acteur et chanteur américain. Il est principalement connu pour son rôle de Ryder Lynn (en) dans la série télévisée Glee qu'il a pu obtenir grâce à sa victoire dans la série de télé-réalité The Glee Project, promettant sept épisodes dans la saison suivante de la série musicale. Il a également incarné Adam Foster dans la série télévisée Supergirl en 2016.

## Biographie
Fils de Richard Vernon Jenner et de Mitsy Jenner, d’origine cubaine, il a trois grands frères : Derrick Jenner, Richard Jenner et Mike Jenner.
Très intéressé par la musique et le cinéma, Blake se met à la batterie à l'âge de 9 ans. Très sportif, il joue au football américain et fait de la lutte. Passionné de théâtre d'improvisation il devient, en 2018, membre de Impromedy, un groupe d'improvisation de Miami.
En 2012, il est sélectionné avec 13 autres participants pour participer à la saison 2 de la série de télé-réalité The Glee Project. Il arriva jusqu'en finale et remporta la compétition, ce qui lui permit de participer à sept épisodes consécutifs dans la saison quatre de la série télévisée Glee.
Il remporta le Teen Choice Award de la révélation de l'année 2013 pour son rôle de Ryder Lynn dans Glee. Il fut ensuite promu en tant que personnage régulier dans la saison 5 de Glee avec Jacob Artist, Becca Tobin, Alex Newell et Melissa Benoist, nouveaux personnages apparus dans la saison 4.
En 2016, il joue le rôle d'Adam Foster dans la saison 1 de Supergirl aux côtés de son ex-épouse Melissa Benoist, qui incarne le rôle principal de Kara Danvers/Supergirl. Il y joue un de ses prétendants et le fils de Cat Grant, directrice de CatCo Wordwide Media, patronne de Kara Danvers.
Il décroche l'un des rôles principaux au cinéma dans Everybody Wants Some!! de Richard Linklater sorti le 30 mars 2016 aux États-Unis.

### Vie privée
En novembre 2019, son ex-femme Melissa Benoist témoigne sur Instagram de violence conjugale vécue pendant leur relation, ce qu'il finira par reconnaître,.

## Filmographie

### Cinéma
- 2010 : Fresh 2 Death (court métrage) d'Eddy Moon : Connor
- 2011 : Wurlitzer (court métrage) de Peter Diaz : Alexander Moore
- 2011 : Cousin Sarah (cy) : Brett Marks
- 2012 : The Truth In Being Right(court métrage) de Benjamin Eck : Jeffrey
- 2014 : Love at First Site (moyen métrage) de Giovanny Lago : Sydney Reynolds
- 2016 : Everybody Wants Some de Richard Linklater : Jake
- 2016 : The Edge of Seventeen de Kelly Fremon Craig : Darian
- 2016 : Within - Dans les murs (Crawlspace) de Phil Claydon : Tommy
- 2017 : Sidney Hall (The Vanishing of Sidney Hall) de Shawn Christensen : Brett Newport
- 2017 : Billy Boy de Bradley Buecker (en) : Billy Forsetti
- 2018 : American Animals de Bart Layton : Chas Allen
- 2022 : Paradise City de Chuck Russell : Ryan Swan

### Télévision
- 2011 : Melissa and Joey (série télévisée), saison 1, épisode 28 A House Divided de Ted Wass : Miller Collins
- 2012 : The Glee Project (série télévisée) : lui-même
- 2012-2015 : Glee (série télévisée), 39 épisodes : Ryder Lynn
- 2016 : Supergirl (série télévisée), saison 1, épisodes 11 et 12 : Adam Foster
- 2019 : What/If (mini-série télévisée), créée par Mike Kelley : Sean Donovan
- 2023 : The Proposal Spot (téléfilm) d'Aubrey Arnason : Pete Sandres